# Mound Station
Mound Station é uma vila localizada no estado americano de Illinois, no Condado de Brown.

## Demografia
Segundo o censo americano de 2000, a sua população era de 127 habitantes.
Em 2006, foi estimada uma população de 121, um decréscimo de 6 (-4.7%).

## Geografia
De acordo com o United States Census Bureau tem uma área de
1,3 km², dos quais 1,3 km² cobertos por terra e 0,0 km² cobertos por água.

## Localidades na vizinhança
O diagrama seguinte representa as localidades num raio de 20 km ao redor de Mound Station.